# Lijst van gevolmachtigd ministers van Sint Maarten
De lijst van gevolmachtigd ministers van Sint Maarten geeft een overzicht van de gevolmachtigde ministers van Sint Maarten sinds het verkrijgen van de landstatus op 10 oktober 2010.
| Naam                     | Periode                             | Partij |
| ------------------------ | ----------------------------------- | ------ |
| Mathias Voges            | 10 oktober 2010 - 19 december 2014  | DP     |
| Josianne Fleming-Artsen  | 19 december 2014 - 19 november 2015 | UP     |
| Henrietta Doran-York     | 19 november 2015 - 15 januari 2018  | NA     |
| Jorien Wuite             | 25 juni 2018 - 19 november 2019     | UD     |
| Hasani Ellis (plv.)      | 15 januari 2018 - 25 juni 2018      | DP     |
| Silveria Jacobs (a.i.)   | 19 november 2019 - 28 november 2019 | NA     |
| Rene Violenus            | 28 november 2019 - 3 mei 2024       | NA     |
| Patrice Gumbs            | 3 mei 2024 - 26 november 2024       | PFP    |
| Gracita Arrindell (plv.) | 24 juni 2024 - 26 november 2024     | URSM   |
| Gracita Arrindell        | 26 november 2024 - heden            | URSM   |

Van 15 januari tot 25 juni 2018 was er geen gevolmachtigd minister benoemd. De zaken werden waargenomen door de plaatsvervangend gevolmachtigd minister, Hasani Ellis. In eerste instantie was het de bedoeling dat Cornelius De Weever de gevolmachtigd minister zou worden; omdat er echter voor de andere ministerposten nog niet voldoende personen waren, werd hij minister van Justitie. Van 19 t/m 28 november 2019 werd de post tijdelijk waargenomen door premier Silveria Jacobs.